# Samuel Barron (1765–1810)
Samuel Barron (1765–1810) – amerykański wojskowy i oficer marynarki wojennej Stanów Zjednoczonych. Jego młodszym bratem był James Barron, również oficer marynarki.

## Życiorys
Samuel Barron urodził się w Hampton jako syn kapitana marynarki handlowej Jamesa Barrona, a później komandora marynarki wojennej stanu Wirginia. Barron studiował na William and Mary College, a nauki dotyczące sztuki marynarskiej przyjmował od ojca. U schyłku wojny o niepodległość Stanów Zjednoczonych pływał jako midszypmen na fregacie „Dragon”. Po wielu latach kapitanowania na statkach kupieckich dołączył do United States Navy.
W 1798 roku Barrona mianowano kapitanem USS „Augusty”, którą dowodził podczas quasi-wojny przeciwko Francji. W trakcie I wojny berberyjskiej zastąpił Edwarda Preble'a jako dowódca fregaty USS „President” operującej w pobliżu Trypolisu. W 1805 roku zdał komendę na swoją eskadrą Johnowi Rodgersowi i powrócił do Stanów Zjednoczonych z uwagi na zły stan zdrowia. W ojczyźnie przejął zarząd na stocznią Norfolk Naval Shipyard. Nadwątlone zdrowie doprowadziło do przedwczesnej śmierci w 1810 roku w wieku 45 lat.
Syn Samuela Barrona, Samuel również służył w US Navy aż do czasu rezygnacji i wstąpienia do CS Navy u początku wojny secesyjnej.